# Ibadan
Ibadan är en stad i sydvästra Nigeria, cirka 110 kilometer nordost om Lagos. Den är en av landets största städer och administrativ huvudort för delstaten Oyo. De centrala delarna av Ibadan utgörs av fem distrikt, local government areas, och har drygt 1,3 miljoner invånare (2006) på en yta av 128 km². Hela storstadsområdet inkluderar ytterligare sex omgivande distrikt och har totalt mer än 2,5 miljoner invånare (2006) på en yta av 3 080 km².
Ibadan är ett viktigt handelscentrum med framställning av bomullstyg, tobaksvaror, kakao, lädervaror samt färgning av tyg. Här finns Nigerias första universitet, University of Ibadan (grundat 1962), med Nigerias största bibliotek, universitetssjukhus och flera forskningsinstitutioner. I staden finns botanisk och zoologisk trädgård.
Staden uppstod i slutet av 1700-talet, och har traditionellt varit ett kulturellt och ekonomiskt centrum för yorubafolket.